# Metallpapierkondensator

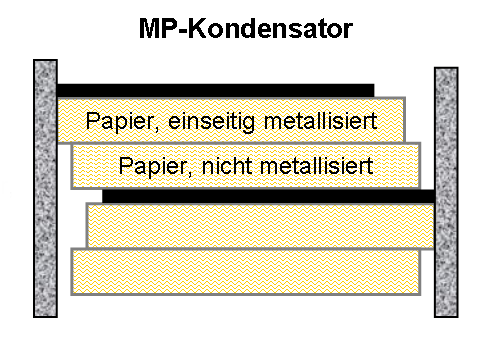
MP-Kondensator, Papierkondensator mit einseitig metallisiertem Papier, Wickel imprägniert mit Isolieröl

Ein Metallpapierkondensator (MP-Kondensator) ist ein elektrischer Kondensator und gehört meist in den Bereich der Leistungskondensatoren oder der Entstörkondensatoren. Er besteht aus zwei mit einer sehr dünnen Schicht aus Aluminium oder Zink metallisierten Papierfolien entsprechender Breite, die mit einer weiteren Papierfolie zu einem Wickel  aufgerollt werden. Der Wickel wird mit einem Isolieröl imprägniert, die aus dem Wickel herausragenden Metallisierungen werden mit den Anschlüssen kontaktiert und in einem Becher eingebaut.
Metallpapierkondensatoren sind eine Weiterentwicklung der Papierkondensatoren, der ersten  industriell hergestellten Kondensatoren mit einem Wickel aus je zwei Lagen ölgetränktem Papier (Isolierpapier) und zwei Metallfolien als Kondensatorzelle. Im Gegensatz zu diesen haben  Metallpapierkondensatoren selbstheilende Eigenschaften, weil bei einem Durchschlag das Material rund um die Durchschlagsstelle verdampft, der Grund des Durchschlages damit beseitigt wird und die Fehlstelle selbsttätig geheilt wird. Dadurch wird ein bleibender Kurzschluss zwischen den Belägen verhindert. Jedoch verringert sich dabei aber auch seine Kapazität bei jedem Durchschlag geringfügig. 

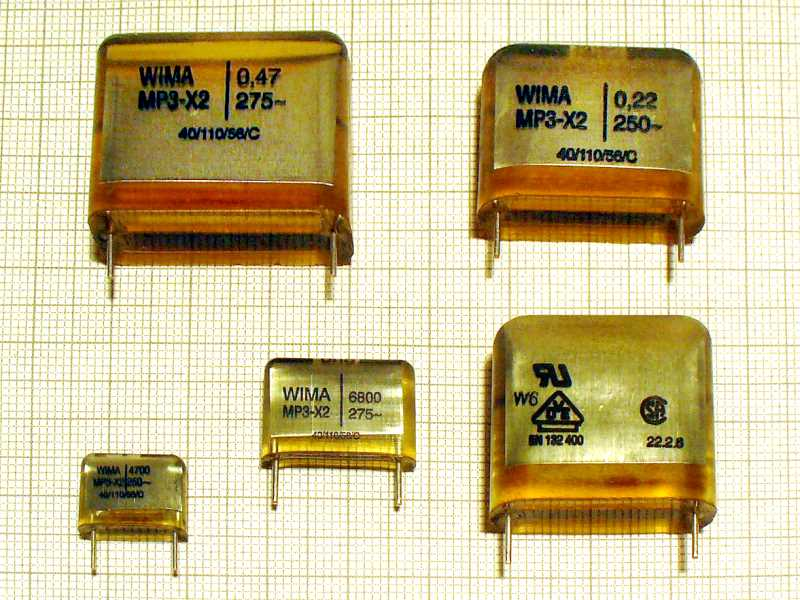
MP-Entstörkondensatoren (X2) mit den entsprechenden Sicherheitszeichen

Der Zellstoff Papier hat eine Durchschlagsfestigkeit von etwa 100 V/µm, eine Isolations-Zeitkonstante von etwa 1000 s und bei 50 Hz einen Verlustfaktor von etwa 70·10−4 . Damit haben MP-Kondensatoren eine verhältnismäßig geringe Spannungsfestigkeit und Isolationsfestigkeit und einen relativ hohen Verlustfaktor. Da Papier außerdem stark hygroskopisch ist, können sich diese Werte auch noch verschlechtern. Zur Verminderung der Feuchteempfindlichkeit und zur Erhöhung der Spannungsfestigkeit wird dem Kondensatorwickel deshalb vor dem Einbau in einer Vakuumtrocknungsanlage die Feuchtigkeit entzogen und der Wickel mit einem Isolieröl imprägniert. Gemäß einem ZVEI-Merkblatt (Sachstand September 2000) sind mit 'MP' bezeichnete Kondensatoren grundsätzlich als PCB-frei einzustufen. Bei Fertigungsdatum nach 1982 sind Isolieröle für alle Starkstrom- und Leistungs-Kondensatoren westdeutscher Fertigung frei von PCB-haltigen Chemikalien, auch die Öle von anderen Kondensatoren-Typen westdeutscher Fertigung. In der DDR hingegen wurden PCB-haltige Öle bis zum Zusammenbruch des Staates verwendet. 
Metallpapierkondensatoren werden heute fast nur noch als Entstörkondensatoren und als Motor-Betriebskondensatoren für Wechselstrommotoren eingesetzt. Als Entstörkondensatoren bieten sie gewisse Vorteile bei der Entflammbarkeit, verursacht durch transiente Überspannungen. Gegenüber MK-Typen (Metallkunststoffkondensator) zeigen MPs in der Anwendung als Motorkondensatoren üblicherweise nicht den bei MKs öfter auftretenden schleichenden Kapazitätsverlust, der in schlechterem, später gar keinem Anlauf des Motors mehr resultiert. Ebenso sinkt die Effizienz des Motors, da das annähernd ellipsenförmige (Fast-)Drehfeld des Motors durch den Kapazitätsverlust zunehmend zu einem Wechselfeld wird. Ein Kühlgerät, im Neuzustand Energieeffizienzklasse 'A', kann dadurch vom Benutzer unbemerkt schon nach wenigen Jahren zu Klasse 'B' oder gar 'C' absinken. 

## Umweltaspekt
Bis 1982 wurden bei anderen Kondensatortypen als MP und MK oft polychlorierte Biphenyle (PCB) zum Tränken des Papiers eingesetzt. MP und MK hingegen wurden stets PCB-frei hergestellt (Bosch, Siemens, SEL). Diese können somit bedenkenlos im Betrieb bleiben, bei anderen Typen älteren Datums ist Vorsicht angebracht.